# Siekujärvi
Siekujärvi är en sjö i Finland. Den ligger i kommunen Kittilä i landskapet Lappland, i den norra delen av landet, 900 km norr om huvudstaden Helsingfors. Siekujärvi ligger 226,4 meter över havet. Arean är 15,7 hektar och strandlinjen är 1,59 kilometer lång. Sjön  ingår i Kemi älvs huvudavrinningsområde. 